# شعب الطلب (السدة)

تعديل مصدري - تعديل

شعب الطلب هي إحدى قرى عزلة الزعلاء بمديرية السدة التابعة لمحافظة إب، بلغ تعداد سكانها 491 نسمة حسب تعداد اليمن لعام 2004.